# Víctor Luengo
Víctor José Luengo Ciscar (Valencia, 1 de febrero de 1974) es un jugador español de baloncesto profesional ya retirado que ocupaba la posición de escolta. 

## Biografía
El jugador estuvo vinculado durante la práctica totalidad de su carrera deportiva al Pamesa Valencia, club en el que se formó en sus categorías inferiores y en el que tras un breve paso por el CB Benaguacil en la temporada 1992-1993 militó desde la temporada 1993/94 hasta la temporada 2006/07. A lo largo de su carrera disputó un total de 465 partidos en la liga ACB.
En la temporada 2007/08 ficha por el Gandía B.A., club en el que disputó sus dos últimas temporadas como profesional hasta que el 14 de mayo de 2009 anunció su retirada de la práctica activa del baloncesto tras 17 años como profesional.
En septiembre de 2009 el Pamesa Valencia anunció que el club retiraba la camiseta con el número 15 que el jugador lució durante toda su carrera en dicho club como homenaje al mismo.

## Clubes
- Pamesa Valencia. Categorías inferiores.
- 1992-93 Segunda División. C.B. Benaguacil.
- 1992-95 ACB. Pamesa Valencia.
- 1995-96 EBA. Pamesa Valencia.
- 1996-07 ACB. Pamesa Valencia.
- 2007-09 LEB. Aguas de Valencia Gandia Basquet

## Palmarés
- 1991 Campeonato de Europa Juvenil. Selección de España. Salónica. Medalla de Bronce.
- 1999 Universiada. Selección de España Universitaria. Palma de Mallorca. Medalla de Bronce.
- Copa del Rey (1998)
- Copa ULEB (2003)